# Aérodrome de Lichinga
L'aérodrome de Lichinga est un aéroport de Lichinga, Mozambique , qui est servie par Linhas Aéreas de Moçambique (code IATA : VXC • code OACI : FQLC).

## Situation
| Île Bazaruto Beira Chimoio Inhambane Lichinga Nacala Nampula Pemba Quélimane Tete-Chingozi Vilanculos Maputo |

## Compagnies aériennes et destinations
| Compagnies              | Destinations               |
| ----------------------- | -------------------------- |
| LAM Mozambique Airlines | Maputo, Nampula, Quélimane |

Edité le 4/11/2023